# Rohkost

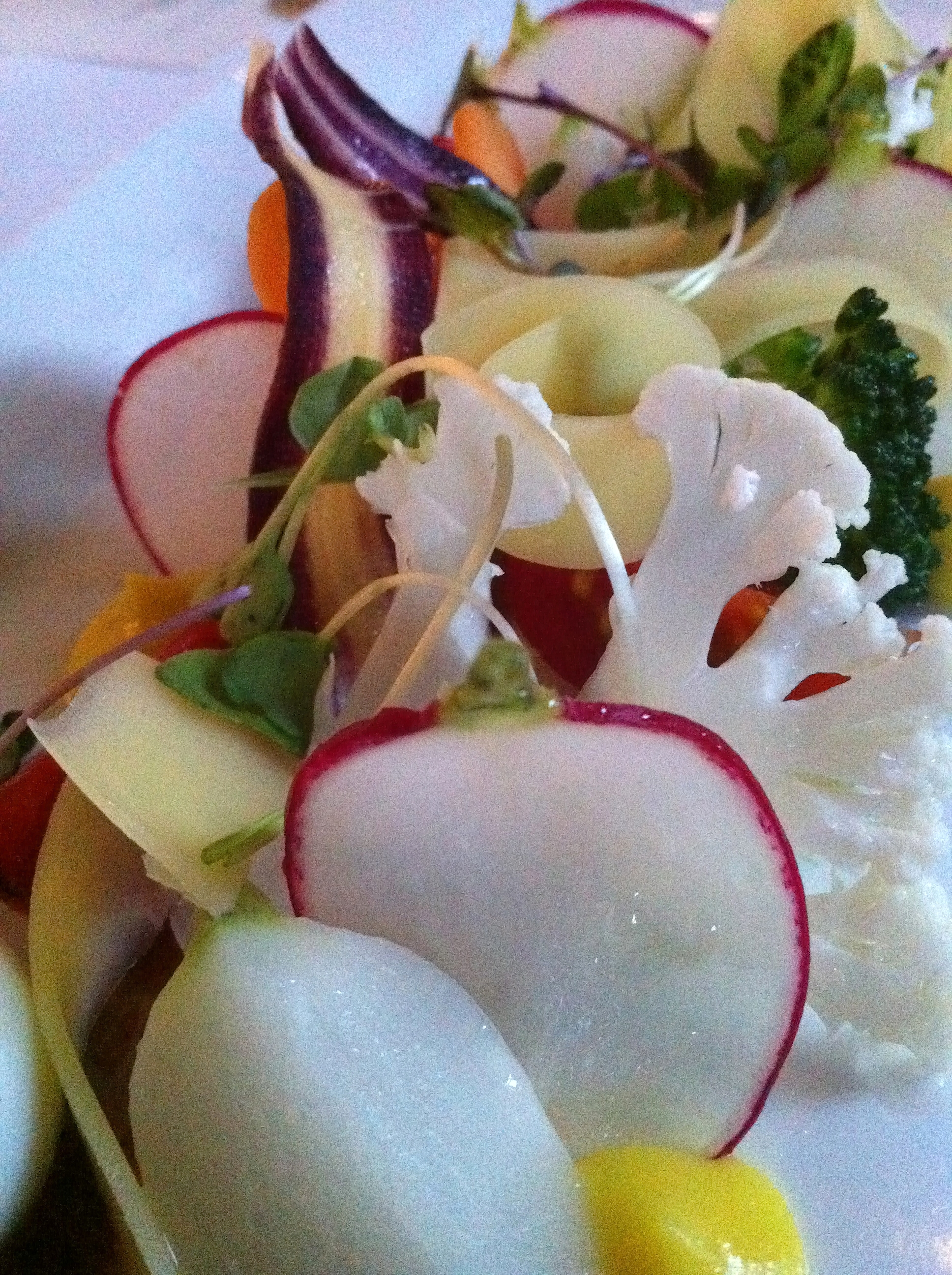
Rohkost-Salat aus verschiedenem Gemüse

Rohkost umfasst in einem weiteren Sinne jede frische, unerhitzte Nahrung sowohl pflanzlicher als auch tierischer Herkunft. Im engeren, allerdings sprachlich dominierenden Sinne steht der Begriff nur für unerhitzte oder sogar gänzlich unverarbeitete Nahrungsmittel pflanzlicher Herkunft mit hohem Vitamingehalt bei geringem Kochsalz- und Proteinanteil.

## Definition
Bedeutungswörterbücher der deutschen Sprache sowie Enzyklopädien und Lexika des Bibliographischen Instituts definieren Rohkost als eine pflanzliche Kost, bestehend aus rohem (ungekochtem) Obst und Gemüse.
Nach der Definition der Gießener Rohkoststudie aus dem Jahre 1997 ist „Rohkost-Ernährung“ eine Ernährung, „die weitgehend oder ausschließlich unerhitzte pflanzliche (teilweise auch tierische) Lebensmittel enthält“. Es werden Lebensmittel einbezogen, die verfahrensbedingt erhöhten Temperaturen ausgesetzt sind (z. B. Waben- oder Schleuderhonig und kaltgepresste Öle), ebenso Lebensmittel, bei deren Herstellung eine gewisse Hitzezufuhr erforderlich ist (z. B. Trockenfrüchte, Trockenfleisch und -fisch sowie bestimmte Nussarten). Außerdem können kaltgeräucherte Erzeugnisse (z. B. Fleisch und Fisch), roher Fisch wie Sashimi oder rohes Fleisch wie Tatar sowie essig- und milchsaures Gemüse Bestandteil der Rohkosternährung sein. Über diese Definition besteht jedoch kein Konsens. Es gibt im deutschen Sprachraum mehrere Rohkost-Ernährungslehren, deren Vertreter jeweils eine eigene Definition haben.

## Auswahl der Nahrungsmittel
Die Ernährung mit 100 % reiner Rohkost kann vegan, vegetarisch oder omnivor sein. Entscheidend ist, dass die Nahrung nicht hitzebehandelt wird.
Zur veganen Rohkost zählen Obst und Früchte, Gemüse, alles essbare Blattgrün, Kräuter (und vor allem Wildkräuter), Avocados, Oliven, Öl, Nüsse und Samen, Pilze, milchsauervergorene Lebensmittel wie rohes Sauerkraut und andere, die nicht pasteurisiert wurden.
Im Rahmen einer veganen Rohkost gilt das Blattgemüse als Hauptgrundlage einer funktionierenden reinen Rohkosternährung – auch um den Bedarf an Proteinen zu decken.
Die vegetarische Rohkost kann außerdem Rohmilchkäse und weitere Rohmilchprodukte aller Art sowie Eier beinhalten. Bei der nicht-vegetarischen Rohkosternährung werden auch tierische Produkte (Fisch: Lachs, Thunfisch, Matjes, Bismarckhering) und außerdem Schinken, Carpaccio, Tatar und andere rohe Fleischsorten verzehrt (siehe z. B. Instinctotherapie).
Rohkost findet sich z. B. als Salat oder Früchtedessert in der Gemischtkost als Bestandteil vieler Menüs.

## Theorie
Durch (längeres) Erhitzen werden temperaturempfindliche Stoffe (wie beispielsweise Vitamin C, Chlorophyll oder ungesättigte Fettsäuren) zerstört und ihr Gehalt in der Nahrung nimmt dadurch ab, gleichzeitig nimmt der Gehalt an Stoffen zu, die in größerem Maße erst durch Erhitzen entstehen, wie beispielsweise Acrylamid (insbesondere in stärkehaltigen und stark erhitzten Lebensmitteln wie Pommes frites). Bei der Erhitzung von Fetten entstehen zahlreiche Zersetzungsprodukte wie beispielsweise konjugierte Fettsäuren, polymerisierte Triglyceride sowie deren Abbauprodukte (freie kurzkettige Fettsäuren, Mono- und Diglyceride, Aldehyde, Ketone, Polymere, aromatische und cyclische Verbindungen).
Werner Kollath postulierte ab 1942 im Rahmen seines „Vollwertkost“ genannten Ernährungskonzeptes die höchste Wertigkeit für unveränderte, frische Lebensmittel, die nicht erhitzt wurden. Nach Kollaths Theorie enthielten nur möglichst unbehandelte Lebensmittel genügend essentielle Inhaltsstoffe, die er „Auxone“ nannte. Diese „Auxone“ waren Kollath zufolge für die Zellteilung wichtig. Durch ihr Fehlen in der Ernährung könnte „Mesotrophie“ hervorgerufen werden – eine Mangelernährung, die zu chronischen Erkrankungen führe. Dem „Kalorienwert“ stellte er den „Frischwert“ gegenüber; die Nahrungsenergie sei der „Teilwert“, die Frische dagegen der „Vollwert“ der Nahrung. Gekochte Kost war seiner Auffassung nach grundsätzlich nur „teilwertig“. Kollath unterteilte die Nahrung in zwei große Gruppen: die „Lebensmittel“ und die „Nahrungsmittel“. Ein „Lebensmittel“ ist Kollath zufolge „lebende Kost“, die „Fermente“ enthalte. Ein „Nahrungsmittel“ sei dagegen „tote Nahrung“, „in der diese Fermente – meist durch Erhitzung – vernichtet sind“. Beide Nahrungsgruppen unterteilte er in jeweils drei „Wertstufen“. Alle sechs so von Kollath postulierten „Wertstufen“ enthalten Nahrungsmittel sowohl pflanzlichen als auch tierischen Ursprungs, außerdem Getränke.
Die Vorteile der Rohkost werden darin gesehen,
- dass damit auch hitzeempfindliche bzw. unveränderte native „heile“ Stoffe mit der Nahrung aufgenommen werden, wie insbesondere Sekundärpflanzenstoffe und Vitamine, Enzyme, unraffinierte Fette und Kohlenhydrate und nichtdenaturierte Proteine bzw. Aminosäuren.
- dass damit Reaktionsprodukte, die bei der Erhitzung von Nahrungsmitteln entstehen (beispielsweise hitzedenaturierte Proteine), nicht aufgenommen werden.

Die sogenannte Verdauungsleukozytose, die als Belastung des Körpers vom Immunsystem betrachtet wird, soll dadurch vermieden werden können.
In Iran und in Indien sollen Völker bekannt sein, die sich ausschließlich von rohen Speisen ernähren. Es wird außerdem behauptet, die Hunzukuc im Hindukusch und die Matyodi in Südostafrika (Simbabwe) ernährten sich von ausschließlicher Rohkost, doch scheinen die Berichte – zumindest über die Hunzukuc – nicht bewiesen zu sein oder beruhen auf Verfälschungen.
Zahlreiche Ernährungswissenschaftler wie Joel Fuhrman, Gillian McKeith und T. Colin Campbell (Leiter der so genannten China-Studie) empfehlen einen hohen Anteil roher, naturbelassener Lebensmittel. Sie sehen dies als Vorsorge gegen zahlreiche Zivilisationskrankheiten.
Die Zivilisations- und ernährungsbedingten Krankheiten zeigen nach Ansicht der Rohkost-Befürworter, dass sich der menschliche Körper im Laufe der Evolution noch nicht an gekochte Kost angepasst habe. Die uns nahe verwandten Schimpansen ernähren sich nach einer Studie von Jane Goodall durchschnittlich zu 52 Prozent von Früchten und Beeren, zu 35 Prozent von Blättern, Wildpflanzen und Sprossen, zu 7 Prozent von Wurzeln, Samen, Rinden und Gallen, zu 5 Prozent von Blüten und zu einem Prozent von Kleingetier und Insekten.

## Verschiedene Konzepte
Zu den bekanntesten Rohkost-Varianten gehören:
- Urkost nach Franz Konz, vegan, betont neben der Früchterohkost wilde Kräuter und Wildgemüse (z. B. Löwenzahn, Ampfer, Brennnessel usw.).
- Primal Diet nach Aajonus Vonderplanitz, nicht-vegetarisch mit stark reduzierter Aufnahme von Kohlenhydraten und Betonung des Verzehrs von Fleisch, Fett, frisch gepressten Gemüsesäften, Rohmilch und Rohmilchprodukten.
- Instinctotherapie nach Guy-Claude Burger, vegetarisch oder nicht-vegetarisch möglich. Es wird – dem Instinkt folgend – alles gegessen, was im Naturzustand gut riecht und schmeckt. Die Nahrung wird nicht gemischt, alle ursprünglichen, nicht verarbeiteten Nahrungsmittel sind erlaubt.
- Fit for Life nach Harvey und Marilyn Diamond, größtenteils vegan, fast ausschließlich Rohkost. Als Getränke zulässig sind nur destilliertes Wasser und frisch gepresster Orangensaft.
- Sonnenlichtnahrung nach dem „Obstheilkunde“-Konzept des Fotografen Gustav Schlickeysen (vgl. Lebensreform#Ernährungsreform), das er 1875 erstmals als Mittel zur „Erlösung des Menschen“ publizierte.[12]
- Lichtkost nach Fritz-Albert Popp, vegetarisch, mit dem Schwerpunkt auf Sprossen, rohem Gemüse, Getreide, Nüssen und Rohmilch.

## Die Gießener Rohkoststudie
Die Gießener Rohkoststudie wurde von 1996 bis 1998 vom Fachbereich Ernährungswissenschaft der Universität Gießen unter Leitung von Claus Leitzmann durchgeführt. Ihr Ziel war es, die verschiedenen Richtungen der Rohkost in Deutschland zu erfassen sowie das Ernährungsverhalten und den Gesundheitsstatus von Rohköstlern zu untersuchen. Die Studienteilnehmer waren zwischen 25 und 64 Jahre alt und ernährten sich zu mindestens 70 % von Rohkost. Sie mussten Nichtraucher sein und sich seit mehr als 14 Monaten in dieser Weise ernähren. In der Hauptphase gab es noch über 700 Teilnehmer, vollständige Datensätze lagen zum Schluss von 201 Personen vor. 63 davon ernährten sich fast ausschließlich von Rohkost, 73 zu über 80 %. 57 Personen waren Veganer, 88 Vegetarier, 56 sogenannte omnivore Rohköstler, die auch (ungekochtes) Fleisch und Fisch verzehren. Die Nährstoffversorgung wurde durch Blutuntersuchungen ermittelt.
Wesentliche Ergebnisse der Studie: 57 % der Studienteilnehmer hatten Untergewicht, nur 1 % Übergewicht. Innerhalb von vier Jahren hatten die Männer im Schnitt fast 10 kg Gewicht verloren, die Frauen etwa 12 kg, und zwar unabhängig vom Ausgangsgewicht. Etwa ein Drittel der Frauen unter 45 Jahren hatte keine Menstruation mehr, litt also unter Amenorrhoe. Die Zufuhr der Vitamine A, C, E, B1, B6, Folsäure, Betacarotin, Selen und Antioxidantien war überoptimal, lag also über den empfohlenen Richtwerten. Bei Calcium, Zink, Iod, Vitamin D und Vitamin B12 wurde ein deutlicher Mangel festgestellt. Die Magnesiumzufuhr über die Nahrung war ausreichend, trotzdem lagen die Blutwerte unter den Richtwerten. Außerdem war die Zufuhr an Eisen nicht ausreichend, sodass 43 % der Männer und 15 % der Frauen an Anämie litten. Sie wurde umso häufiger festgestellt, je länger ein Studienteilnehmer bereits Rohköstler war.
Leitzmann leitete aus den Studienergebnissen ab, dass eine fast ausschließliche Rohkosternährung aus gesundheitlichen Gründen nicht empfehlenswert ist.

## Ideologische Kritik
Die verschiedenen Varianten der reinen Rohkosternährung (ausgehend Ende des 19. Jahrhunderts von dem den Menschen als „höchstes Licht-Luft-Geschöpf“ betrachtenden Adolf Just und dessen Jungborn-Bewegung) werden zu den ideologisch begründeten Ernährungsformen gezählt. Bei den vegetarischen und veganen Formen kommt ein verstärkter Tierschutzgedanke hinzu. Kritisiert werden die teilweise nicht auf wissenschaftlichen Erkenntnissen basierenden Grundprinzipien. Neben der ideologischen Kritik werden auch Mangelernährungen und Hygieneprobleme thematisiert. Eine gemeinsame Bewertung der Rohkost ist aufgrund der verschiedenen Lehren und den unterschiedlichen Anteilen von Rohkost in der jeweiligen Ernährung (vegane Rohkost, ovo-lacto-vegetarische Rohkost, Rohkost mit rohem Fleisch und Fisch, teilweise Rohkost mit oder ohne erhitztem Fleisch) nicht möglich, sondern muss im Einzelfall betrachtet werden. Max Rubner warf dem Arzt und Erfinder des Birchermüesli Bircher-Benner, der Körner, Nüsse, Früchte und Salate als „Sonnenlichtakkumulatoren“ deutete und darauf seine „energetische Betrachtungsweise“ gründete, eine „maßlose Unkenntnis physikalischer, chemischer und physiologischer Kenntnisse“ vor und bezeichnete die Vertreter der reinen Rohkosternährung als „Ernährungssekte“.

## Gesundheitliche Aspekte
Ein Anteil an Rohkost in der Ernährung wird – in Form von Obst oder manchen Gemüsen – unter anderem von der Deutschen Gesellschaft für Ernährung empfohlen. Ein erhöhter Anteil an Rohkost wird für eine Diät zur Minderung von Übergewicht empfohlen, wodurch die Effekte des metabolischen Syndroms gemindert werden können, z. B. koronare Herzerkrankung oder Diabetes mellitus Typ-II. Schwangeren, Kleinkindern und Immungeschwächten wird vom Verzehr von rohen tierischen Produkten abgeraten.
Rohkost führt im Vergleich zu gegarter Kost zu einer unvollständigen Verdauung, was die Aufnahme von manchen Vitaminen und Spurenelementen verschlechtern kann sowie Mangelerkrankungen und Blähungen begünstigt. Die Zellmembranen der Zellen werden beim Garen durch Erhitzen mehr aufgebrochen, wodurch bei der Verdauung mehr Nährstoffe zur Verfügung stehen (höhere Bioverfügbarkeit). Wichtige Faktoren für die Aufnahme von Vitaminen sind die Stabilität des Vitamins und die Bioverfügbarkeit. Während insbesondere Vitamin C unter einer Hitzeeinwirkung leidet und daher bei einem Verzehr von rohem Obst oder Gemüse vermehrt aufgenommen wird, werden Vitamin E und Vitamin A stärker nach Erhitzen der Nahrungsmittel vom Körper aufgenommen. Einige pflanzliche Fraßgifte wie die in Hülsenfrüchten vorkommenden Phasine und die cyanogenen Glykoside werden erst durch Hitzeeinwirkung weitgehend zerstört. Beim Keimvorgang wird nur ein Teil des Phasingehalts abgebaut. Der Konsum größerer Mengen an rohen Eiern oder rohem Eiklar kann zu einem Biotin-Mangel führen, da im Eiklar Avidin enthalten ist, welches in unerhitzter Form dem Organismus Biotin entziehen kann. In rohen Schalentieren und rohen Süßwasserfischen führt das Enzym Thiaminase bei Verzehr größerer Mengen zu einem Abbau von Thiamin und dadurch zu einem Thiaminmangel.
Bei einer Rohkosternährung kann es im Vergleich zu erhitzter Kost zu Problemen mit der Hygiene der Nahrungsmittel kommen, da die Rohkost nicht durch Erhitzen desinfiziert wird. Bei Verzehr von rohen Agrarprodukten wie Obst und Gemüse kann es zu Infektionen kommen, z. B. mit Escherichia coli (unter anderem während der HUS-Epidemie 2011), Salmonella typhimurium und andere Salmonellen, und Listeria monocytogenes. In Taiwan wurde von Infektionen mit dem Parasiten Angiostrongylus cantonensis nach Verzehr von Gemüsesäften berichtet. Weiterhin können Pathogene des Menschen durch infizierte Menschen bei der Ernte und Verarbeitung der Nahrungsmittel übertragen werden. Strategien zur Minderung der Keimzahl in rohen Gemüsen umfassen unter anderem das Waschen unter fließendem Wasser, das Schälen und das Senken der Kühlschranktemperatur unter 7 °C. Zur Minderung der Kreuzkontamination anderer Nahrungsmittel wird die Lagerung in getrennten Behältern in untersten Kühlschrankfach empfohlen, sowie eine Verwendung getrennter Küchenutensilien für rohe und gekochte Nahrungsmittel und eine Reinigung der Oberflächen und Geräte nach jedem Kontakt mit rohen Lebensmitteln.
Bei ovo-lacto-vegetarischen Formen der reinen Rohkosternährung kann der Verzehr von Rohmilch und Rohmilchprodukten wie Rohmilchkäse zusätzlich Infektionen mit Escherichia coli, Listerien, Hepatitis E, Streptokokken, Mycobacterium bovis und Mycobacterium avium, Cryptosporidium spp., Brucella spp. und Coxiella burnetii hervorrufen.
Im Zuge einer omnivoren Rohkosternährung kann rohes Rindfleisch beim Verzehr Infektionen mit E. coli, Toxoplasma gondii und Mykobakterien verursachen. Bei rohen Muscheln können nach Verzehr Infektionen mit Noroviren, Vibrionen und Hepatitis-A-Viren auftreten.
Eine langfristige reine Rohkosternährung führt tendenziell zu erniedrigten Werten an Vitamin B12, Vitamin D, Vitamin B2, Eisen, Iod und Zink. Weiterhin treten vermehrt erhöhte Homocystein-Blutkonzentrationen und erniedrigte LDL-, HDL- und Triglycerid-Blutkonzentrationen auf.
Nach Einschätzung der Deutschen Gesellschaft für Ernährung ist die Wahrscheinlichkeit eines Nährstoffmangels umso größer, je stärker die Lebensmittelauswahl eingeschränkt wird und je weniger abwechslungsreich die Ernährung ist. Bei veganer Ernährung bestehe das Risiko einer defizitären Zufuhr von Energie, Protein, langkettigen n-3 Fettsäuren, Eisen, Calcium, Jod, Zink, Riboflavin, Vitamin B12 und Vitamin D. Eine auf Dauer roh-vegetarische Ernährungsweise kann zu einer Abnahme der Knochendichte führen, der für Vegetarier und Veganer typische Mangel an n-3-ungesättigten Fettsäuren und Vitamin B12 ist mit einer Risikoerhöhung für Thrombosen und Arteriosklerose assoziiert. Zwar haben einige ältere Studien gezeigt, dass mit abwechslungsreicher Rohkost der Protein- und Energiebedarf gedeckt werden kann, jedoch wird Rohkost in der Praxis oft in Form einer sehr einseitigen Ernährung mit stark eingeschränkter Nahrungsmittelauswahl umgesetzt. Schwangeren, Stillenden, Kindern und älteren Menschen wird von einer auf Dauer angelegten, reinen Rohkosternährung abgeraten. Bei Patienten mit einer Immunsuppression kann eine Ernährungsweise mit rohen Nahrungsmitteln zu vermehrten Infektionen führen.